# Begonia pruinata
Espèce
Synonymes
- Gireoudia pruinata Klotzsch[1] [2]

Begonia pruinata est une espèce de plantes de la famille des Begoniaceae. Ce bégonia est originaire du Costa Rica. L'espèce fait partie de la section Gireoudia. Elle a été décrite en 1855 sous le basionyme de Gireoudia pruinata par Johann Friedrich Klotzsch (1805-1860), puis recombinée dans le genre Begonia en 1864 par Alphonse Pyrame de Candolle (1806-1893). L'épithète spécifique pruinata signifie « pruineux, à feuillage givré »,.

## Répartition géographique
Cette espèce est originaire du pays suivant : Costa Rica.